# Ameiva auberifocalis
Ameiva auberifocalis är en ödleart. Ameiva auberifocalis ingår i släktet Ameiva och familjen tejuödlor. Inga underarter finns listade i Catalogue of Life.